# 被埋葬的記憶
《被掩埋的巨人》（英語：The Buried Giant）是英国著名小说家石黑一雄发表于2015年的长篇魔幻现实主义小说，创作时间长达十年。中译本长约18万字。小说延续了石黑一雄一贯的孤独、伤感的风格。

## 情节梗概
故事发生在稍后于亚瑟王时代的英国。在背景设定中，不列颠人与撒克逊人和睦地比邻而居。食人魔（ogres）和龙等神话中的怪兽威胁人们的安全。
年事已高的不列颠男性村民埃克索与妻子比特丽丝非常恩爱。那个村子及周围地带均处在一片迷雾之中，这种迷雾会让人记忆大幅消退，不仅会忘记稍微久远的人和事，甚至连当天曾經做過的行动都可能忘掉。埃克索与比特丽丝依靠模糊的遥远记忆察觉了这个问题。有一天，比特丽丝救济了一位路过村庄的可怜的撒克逊女人。在与她谈话后，比特丽丝突然提出想去儿子所在的村庄看望儿子。两人都只模糊地记得自己有过儿子，不知道儿子具体在哪里，为什么离开村子，只是模糊地觉得儿子住在一个只有几天路途的村子里。
埃克索一向极为顺从妻子。经过了一段时间的准备，二人最终出发了。当天下午，二人遭遇暴风雨，逃进一座废弃的老宅躲雨。在老宅，二人遇到了一个男性船夫（隐喻冥渡者卡戎）和一个老妇人。老妇人与船夫之间有怨仇。之前，老妇人曾要求船夫将自己与丈夫送到一座岛（隐喻死亡）上，船夫以船舶太小不能容纳二人为由哄骗妇人允许他先送丈夫过去，再来接她去与丈夫会和，保证两人在岛上还能共处。只有真爱才可以在岛上继续共处。船夫通过向两人分别询问“你最珍贵的记忆”这个问题判断出二人不是真爱，其实并没有准备将妇人也渡过去。妇人遇到欺骗，从此记恨船夫，经常找他，并用虐杀兔子的方式折磨他。
雨停后，埃克索与比特丽丝继续赶路，在傍晚时到达一个撒克逊村庄。比特丽丝提出自己最近上腹部疼痛，想到村中去找一个认识的懂药的撒克逊女人。于是二人进入村庄过夜。经过一点波折，二人找到了那个撒克逊女人，撒克逊女人提出比特丽丝可以去附近山上的修道院向博学的僧人乔纳斯问病。二人在村中的不列颠族长老艾弗家过夜，艾弗告诉二人，传说遗忘迷雾是母龙魁瑞格释放的。亚瑟王曾派遣一位骑士刺杀该龙，但是那位的骑士至今年事已高仍然没有得手，成了人们嘲笑的对象。
白天时，村中一对兄弟曾遭遇特殊的“食人魔”的袭击，哥哥死亡，年少的弟弟埃德温被捉走。撒克逊村民试图营救埃德温，但因胆怯而无功而返。此时村中还有一位到得比较早的异乡人维斯坦，是一位武艺高超的武士。维斯坦自告奋勇，带领两个胆怯的村民再次出发，独自救回了埃德温。村民发现埃德温身上有被咬的伤口。根据撒克逊人的传说，被食人魔咬伤的人自己也会变成食人魔。村民试图处死埃德温。长老们暂时压制住了躁动的村民。埃克索与维斯坦商议，由埃克索和比特丽丝将埃德温带到儿子居住的没有这种迷信的不列颠村庄去生活。随后，埃克索、比特丽丝、维斯坦与埃德温一起离开了撒克逊村庄。
事实上，埃德温身上的伤口是幼龙咬伤的。这种伤会使埃德温将母龙魁瑞格视为母亲，并通过心灵感应去寻找它。而维斯坦营救他的真实目的就是通过他找到母龙藏身之处，以便刺杀它。维斯坦在村中时以执行任务为由假意拒绝带走埃德温，但后来又请求埃克索与比特丽丝允许他带走埃德温，并获得同意。四人结伴而行，在路上遇到了一队守桥的士兵。士兵隶属于布雷纳斯大人。由于遗忘迷雾的存在，士兵们已经忘记了自己的具体任务。所以四人得以通过伪装骗过士兵，通过了该桥。
四人遇到了年迈的刺龙骑士高文爵士，他是亚瑟王的外甥。此时，先前的守桥士兵中人品较好的一位回忆起自己的任务，追上四人，找到了埃德温身上的伤口，戳穿了伪装。士兵知道维斯坦很强大，所以反复请求高文帮忙击败维斯坦，但高文以不合骑士精神为由予以拒绝。士兵只好独自与维斯坦生死决斗。士兵失败，四人安葬了他。埃克索用非常专业的视角观看了这场决斗，这暗示他曾接受过优质的军事训练。
四人到达修道院。维斯坦非常警觉，向埃德温讲解了许多军事知识。乔纳斯已身负重伤。他确认了迷雾来自母龙的传闻，询问了比特丽丝的病情，并没有给予她治疗。事实上，乔纳斯暗示比特丽丝已患不治之症。夜晚，埃克索、比特丽丝与埃德温被僧侣喊醒。僧侣称四人已被二三十个士兵包围，维斯坦已将士兵引到了一座塔的周围展开防御战，另外三人可以趁机从地道逃跑。埃德温犹豫了一下，仍然与埃克索、比特丽丝进入地道。进入后，地道被外面的僧侣封死。三人在地道中前进，意外遇到了骑士高文。高文称三人被僧人欺骗了，其实地道中有一头怪兽，三人原本会被吃掉。在行进中，大家果然遇到了强大的怪兽。高文用高超的剑法将怪兽杀死。地道中遍布人骨，其中还包括孩子的，这是过去发生过的屠杀的证据。
离开地道后，埃德温跑回修道院去找维斯坦。高文建议埃克索和比特丽丝走水路去找儿子的村庄，并与二人分开。高文开始回忆往事。原来，埃克索也曾是亚瑟王手下的骑士。他曾跑遍战区各个撒克逊村庄，宣布亚瑟王不会袭击撒克逊的老人、孩子与妇女。撒克逊人非常感激他。但后来亚瑟王为了永久性结束战争，背信弃义，袭击了无人防守了的撒克逊村落，杀死了留在村中的撒克逊人，并由此获得和平。同时，高文与四位战友一起执行了收服母龙魁瑞格的任务。战斗以阵亡两人的代价获得了成功，母龙被收服。后来，埃克索为了爱情放弃了为亚瑟王征战的事业。
埃德温找到了维斯坦，在前夜的战斗中，他已经用之前对埃德温讲解过的一种战术歼灭了士兵，但脱逃时埃德温没有按照那种战术去配合他，幸好他被一名僧人营救，虽然受了伤，但获得了乔纳斯的治疗。维斯坦要埃德温带着他去找母龙，埃德温却受到心灵感应的影响，想利用维斯坦去营救自己的妈妈。实际上，他不知道，他想营救的妈妈正是母龙魁瑞格，两人要找的目标是一模一样的。埃德温引领着维斯坦上了路。在路上，维斯坦向埃德温承认他与布雷纳斯大人有私仇。他们曾在同一个要塞接受军事训练。二十几伙伴中，只有维斯坦是撒克逊人。由于布雷纳斯显赫的身份，练武时大家都要让着他。布雷纳斯“击败”对手后喜欢侮辱对手。由于维斯坦的异族身份与卓越的战绩，他受到了更多的挑战与侮辱。原本亲密的不列颠伙伴们也逐渐疏远了维斯坦，这激起了他对不列颠人的仇恨。维斯坦要求埃德温不要忘记仇恨一切不列颠人，埃德温为了补偿之前战斗中逃跑的“错误”而同意了他。
走水路的比特丽丝受到精灵的包围。精灵们要把她带走，埃克索救出了她，离开了水路。过夜时，比特丽丝好像模糊地回忆起了什么，要求埃克索不许再走在她身边。顺从的埃克索口头上答应了她。第二天早晨，比特丽丝已将前晚发生的事情忘到九霄云外，二人继续同行。二人走到一个村落，一个小女孩请求二人把一头有毒的羊带到母龙所在地附近毒死它。二人经过犹豫，最终为了找回爱情的记忆，同意了这个建议，牵着羊去毒杀母龙。埃克索请求比特丽丝在恢复记忆后无论想起什么，都不要忘记此刻二人幸福亲密的感觉，比特丽丝同意了他的请求。在行进得精疲力竭时，两个人又一次遇到了骑士高文。骑士将二人带到预定的毒杀母龙的地方。不久，埃德温与维斯坦也赶上了三人。高文的真实身份公开，他的任务其实是守护母龙，而不是对外宣传的刺杀母龙。因为母龙释放的遗忘之雾会让人们忘记仇恨，实现和平。而维斯坦的任务则是刺杀母龙，让撒克逊人回忆起仇恨，与不列颠邻居反目，撒克逊大军便可以趁机征服这些领土。维斯坦与高文在年迈得动不了的母龙身边决斗，高文阵亡。维斯坦如愿以偿地将母龙斩首。
母龙死后，人们逐渐恢复记忆。埃克索与比特丽丝回忆起儿子之前在争吵中跑去了附近的村庄，却不幸赶上全国性的大瘟疫，不治身亡。比特丽丝要到“小岛”上去找儿子了。两人找到了一位“船夫”。船夫自称认可两人是真爱，同意将两人送到岛上，但船舶太小，一次只能搭载一人，可以先把比特丽丝带走，再来接埃克索。埃克索不愿同意，但比特丽丝同意了，埃克索再一次顺从了妻子。船夫划着船带走了比特丽丝。